# 莱斯莉·查尔斯
莱斯莉·查尔斯（英語：Lesley Charles，1952年7月15日—），生于英格兰伍斯特，英国女子网球运动员。她曾搭档同胞马克·法雷尔获得1974年温布尔登网球锦标赛混合双打亚军。